# Кассирский, Генрих Иосифович
Ге́нрих Ио́сифович Касси́рский (13 декабря 1929, Ташкент — 24 февраля 2013, Москва) — российский учёный-кардиолог, профессор, доктор медицинских наук, руководитель отделения реабилитации института кардиохирургии имени В. И. Бураковского, Научного центра сердечно-сосудистой хирургии имени А. Н. Бакулева РАМН, город Москва. Один из основоположников реабилитационного направления в отечественной кардиологии. Заслуженный деятель науки Российской Федерации (2000).

## Биография
Генрих Иосифович Кассирский родился 13 декабря 1929 года в Ташкенте, в семье врачей. Отец — Иосиф Абрамович Кассирский, будущий академик РАМН, один из основоположников отечественной гематологии, создатель научной школы. Мать — Эсфирь Григорьевна Кассирская-Розина, врач-микробиолог.
- 1934 — Вместе с семьёй переезжает в Москву.
- 1948—1954 — Учёба на лечебном факультете 1 Московского медицинского института им. И. М. Сеченова.
- 1954—1957 — По окончании института работал участковым врачом-терапевтом на Московско-Рязанской железной дороге, затем в Объединенной поликлинике Министерства путей сообщения.
- 1957—1959 — Проходил клиническую ординатуру на кафедре терапии Центрального института усовершенствования врачей на базе ЦКБ им. Н. А. Семашко МПС, которую возглавлял профессор И. А. Кассирский. В это время начал работу над кандидатской диссертацией, которой руководил профессор И. А. Кассирский и профессор Центральной научно-исследовательской лаборатории гигиены и эпидемиологии железнодорожного транспорта А. М. Волков.
- 1959 — Окончив ординатуру, остался работать в Центральной клинической больнице им. Н. А. Семашко, где организовал кабинет функциональной диагностики и стал его заведующим.
- 1960 — Перешел на работу в Институт грудной хирургии АМН СССР (в 1961 году реорганизован и переименован в Институт сердечно-сосудистой хирургии), на должность младшего научного сотрудника. Переход был обусловлен растущим интересом к диагностике пороков сердца и их последующим хирургическим лечением. Отделение функциональной диагностики в институте возглавлял профессор Г. Г. Гельштейн, под его руководством Г. И. Кассирский продолжил изучение звуковой симптоматики пороков сердца и её изменений после хирургических коррекции пороков.
- 1961 — Защитил кандидатскую диссертацию, посвящённую диагностике болезней сердца методом фонокардиографии. В работе была впервые представлена частотная характеристика тонов и шумов сердца, особенности её восприятия при аускультации и изменения после митральной комиссуротомии. В это же время начинает изучение звуковой симптоматики врождённых пороков сердца.
- 1969 — Защитил докторскую диссертацию на тему «Фонокардиография врождённых пороков сердца». В этой работе, впервые в стране, сопоставил особенности звуковой симптоматики пороков сердца у детей с анатомо-физиологическими показателями до и после их хирургической коррекции.

Результаты исследования звуковой симптоматики пороков сердца были обобщены в трёх монографиях:
- «Звуковая симптоматика приобретённых пороков сердца» (1964) в соавторстве с И. А. Кассирским. В книге были представлены аускультативные признаки всех известных на то время приобретённых пороков сердца, раскрыт механизм возникновения тонов и шумов сердца в связи с анатомо-гемодинамическими особенностями того или иного порока.
- «Фонокардиография при врождённых и приобретённых пороках сердца» (1972).
- «Атлас клинической кардиографии» (1983) — первый в СССР, в соавторстве с В. В. Соловьёвым.

Кроме того, полученные Г. И. Кассирским фонокардиограммы пороков сердца были воспроизведены на виниловых дисках c комментариями И. А. Кассирского и вошли во второе издание БМЭ.
Г. И. Кассирский прочёл курс лекций по фонокардиографии для врачей по специальной учебной программе на Центральном телевидении СССР.
- 1970 — В составе научно-консультативного отделения ИССХ АМН СССР Г.И Кассирский создал группу реабилитации кардиохирургических больных. В последующие годы Г. И. Кассирский и его ученики провели большое количество исследований в области реабилитации больных после операций на сердце, по результатам которых сотрудники группы защитили ряд кандидатских диссертаций. В этих работах были изучены степень физической адаптации больных после кардиохирургических вмешательств, механизмы адаптации кардиореспираторной системы к физическим нагрузкам, обоснованы клинические и физиологические особенности реабилитации этих пациентов. Были разработаны программы велоэргометрических тренировок и лечебной физкультуры, исследована эффективность реабилитационных занятий по данным методикам. Первоначально преимущественно изучали больных после коррекции приобретённых пороков. Полученные результаты были обобщены в монографиях:
  - «Медицинская реабилитация в кардиохирургии» (1976) в соавторстве с М. А. Гладковой.
  - «Реабилитация больных после хирургической коррекции приобретённых пороков сердца» (1998) в соавторстве с Е. А. Дегтярёвой, Т. В. Грошевой, Т. Г. Горячевой.
- 1990 — Сотрудники отделения под руководством Г. И. Кассирского совместно с кафедрой клинической психологии МГУ им. М. В. Ломоносова впервые начали изучать вопросы психологической адоптации кардиохирургических больных. Применение подхода, включавшего сопоставление клинико-функционального статуса и качества жизни пациентов, позволяет оптимизировать программу их реабилитации.
- 1996 — Решение директора НЦССХ им. Бакулева РАМН академика РАМН Л. А. Бокерия создать в институте кардиохирургии им. В. И. Бураковского отделение реабилитации больных врождёнными пороками сердца, которое с первого дня возглавил Г. И. Кассирский, придало новый импульс развития проблемы реабилитации кардиохирургических больных. Это способствовало разработке методов исследования, выработке критериев клинико-функциональной оценки эффективности реабилитации. Применение велоэргометрии с неинвазивным определением показателей гемодинамики методом импеданс-кардиографии позволило изучить особенности адаптации сердечно-сосудистой системы у детей после коррекции пороков сердца к физическим нагрузкам. Исследования включали больных с коарктацией аорты, «бледными» врождёнными пороками, осложнёнными лёгочной гипертензией, клапанными пороками сердца, тетрадой Фалло, атрезией лёгочной артерии, гемодинамической коррекции сложных врождённых пороков, то есть были охвачены все основные группы пациетов с врождённой патологией. Накопленный материал позволил классифицировать типы реакций сердечно-сосудистой системы на дозированную физическую нагрузку у кардио-хирургических больных. Были обоснованы принципы физической реабилитации детей с врождёнными пороками сердца. Оригинальная методика была применена для определения качества жизни оперированных детей.

Результаты этих исследований изложены в ряде статей, докладов, диссертаций и монографии «Реабилитация больных после хирургической коррекции врождённых пороков сердца» (2007) в соавторстве с Л. М. Зотовой.
- 2000 — Указом Президента Российской Федерации Г. И. Кассирскому было присвоено звание — «Заслуженный деятель науки Российской Федерации».

Таким образом, начав в середине 1950-х годов заниматься звуковой диагностикой пороков сердца, Г. И. Кассирский последовательно и методично перешёл к проблеме этапной реабилитации кардиохирургических больных всех возрастов, став признанным корифеем и одним из лидеров этого важнейшего направления хирургического лечения больных с пороками сердца.
Г. И. Кассирский был членом правления и Председателем секции реабилитации в кардиохирургии Российского общества кардио-соматической реабилитации и вторичной профилактики. Он был награждён памятными медалями академиков А. Н. Бакулева и В. И. Бураковского.
Г. И. Кассирский — автор 7 книг, две из которых являются приоритетными — «Атлас клинической фонокардиографии» и «Медицинская реабилитация в кардиохирургии». Всего опубликовано более 200 печатных работ. Под руководством Г. И. Кассирского защищено 24 кандидатские и 1 докторская диссертации. Впервые в нашей стране им был прочитан цикл лекций по фонокардиографии по учебной программе Центрального телевидения. Участвовал в ряде международных кардиологических конгрессов в Амстердаме, Вене, Ницце, Берлине, Вашингтоне, конгрессе по реабилитации в Стокгольме. По проблеме реабилитации изучал опыт в Польше и Венгрии.
Г. И. Кассирский был одним из старейших сотрудников НЦССХ им А. Н. Бакулева РАМН. В институте он прошёл путь от младшего научного сотрудника до профессора, руководителя отделения реабилитации больных врожденными пороками сердца.
Похоронен на Новодевичьем кладбище (участок № 7).

## Избранные труды
- Кассирский И. А., Кассирский Г. И. Аускультативная симптоматика приобретённых пороков сердца: Учеб. пособие / М-во здравоохранения СССР. Центр. ин-т усовершенствования врачей. — М., 1961. — 232 с.
- Кассирский И. А., Кассирский Г. И. Звуковая симптоматика приобретённых пороков сердца. — 2-е изд. — М.: Медицина, 1964. — 320 с. — 16 000 экз.
- Кассирский Г. И. Фонокардиграфия при врождённых и приобретенных пороках сердца. — Ташкент: Медицина, 1972.
- Соловьёв В. В., Кассирский Г. И. Атлас клинической фонокардиографии. — М.: Медицина, 1983. — 296 с. — 20 000 экз.
- Кассирский Г. И., Гладкова М. А. Медицинская реабилитация в кардиохирургии. — М.: Медицина, 1986.
- Кассирский Г. И., Дягтерёва В. А., Грошева Т. В., Горячева Т. Г. Реабилитация больных после хирургической коррекции приобретённых пороков сердца. — М., 1998.
- Кассирский Г. И., Зотова Л. М. Реабилитация больных после хирургического лечения врождённых пороков сердца. — М.: НЦССХ им. А. Н. Бакулева РАМН, 2007.
- Кассирский Г. И. Академик И. А. Кассирский: Жизнь. Творчество. Врачевание. — М.: Русский путь, 2011. — 228, [24] с. — ISBN 978-5-85887-341-9.
- Кассирский И. А., Кассирский Г. И. Очерки и рассказы. — М.: Русский путь, 2012.